# Мина АМД-1000
АМД-1000 — авиационная магнитная донная мина для активных скрытных минных постановок с самолётов, а также надводных кораблей и подводных лодок.
Донные неконтактные мины имели небольшую глубину места постановки, что ограничивало их использование прибрежными и мелководными районами. Мины такого типа предназначены для поражения подводных лодок и надводных кораблей (судов) любого водоизмещения.

## История проектирования
Во время Великой Отечественной войны, несмотря на перебазирование промышленности и некоторых проектирующих организаций, были созданы коллективом конструкторов Матвеев, Эйгенборд, Будылин и Тимаков, магнитно-индукционные донные мины АМД-500 и АМД-1000.

 В 1942 году после испытаний, которые проходили под руководством представителей Научно-исследовательского минно-торпедного института ВМС СССР Скворцова и Сухорукова, данные мины поступили на вооружение ВМС СССР и успешно использовались авиацией и подводными лодками.

За выполнение этой ответственной задачи конструкторы и испытатели изделий были удостоены звания лауреатов Сталинской премии.

## Конструкция
Авиационные магнитные донные мины «АМД-500» и «АМД-1000» обр. 1942 года имели цилиндрическую форму, снаряжались индукционным двухканальным неконтактным взрывателем и снабжались специальным устройством, задерживающим взрыв на 4 секунды с момента начала работы программного реле. Их особенность — чувствительность взрывателя под действием остаточного магнитного поля корабля или подводной лодки на глубинах 30 метров. Батареи мин, ёмкостью 6 ампер-часов, питали всю электросхему и имели выходные напряжения 4,5 и 9 вольт, соответственно.

Взрывчатое вещество содержало смесь 60 % тротила, 34 % гексогена и 16 % алюминиевой пудры. Смесь получила название ТГА. Благодаря введению в состав смеси алюминиевой пудры мощность взрыва повышалась на 45-50 %.